# Josija
Josija var ifølge Bibelen søn af kong Amon og Jedida og konge af Juda.

## Familie
Ifølge Bibelen var Josija søn af kong Amon og Jedida, datter af Adaja fra Boskat.
Josija havde fire sønner: Johanan og Eljakim (født 634 fvt), hvis moder var Zebida, datter af Pedaja fra Ruma, Sidkija (ca. 618 fvt) og Shallum (633/632 fvt). Eljakim fik sit navn ændret af farao  Neko af Egypten til Jojakim.

## Religiøs reform
Ifølge Bibelen beordrede Josija i sit attende regeringsår ypperstepræsten Hilkija til bruge de skattepenge, der var blevet indsamlet gennem årene at renovere templet. Det var her, at Hilkiah opdagede noget. Mens han var ved at rydde templets skatkammer, fandt han en skriftrulle, “lovbogen”. Mange lærde mener, at dette var Femte Mosebog.
Hilkija viste denne skriftrulle til Josija, som konsulterede profetinden Hulda, der forsikrede ham om, at det onde forudsagt i dokumentet for ikke at overholde dets instruktioner ville komme, men ikke på hans tid. En samling af de ældste i Juda blev hidkaldt, og Josija forbyder folket at tilbede alle andre end Jahve, Israels nationalguddom. Instrumenter til tilbedelse af Baal og "himlens hær" blev fjernet fra templet i Jerusalem. De lokale helligdomme og offerhøjene blev ødelagt, fra Beersheba i syd til Betel og Samaria i nord. Josija henrettede de hedenske præster og gravede endda knoglerne fra de døde præster i Betel op og brændte dem på stedets alter. Josija genoplivede også Påskefejringen.
Ifølge Første Kongebog havde en gudsmand profeteret til kong Jeroboam af det nordlige kongerige Israel, cirka tre hundrede år tidligere, at “I Davids hus skal der fødes en søn ved navn Josija", og at han ville ødelægge alteret ved Betel.